# Typhlodromus constrictus
Typhlodromus constrictus är en spindeldjursart som beskrevs av Zannou, Moraes och Oliveira 2008. Typhlodromus constrictus ingår i släktet Typhlodromus och familjen Phytoseiidae. Inga underarter finns listade i Catalogue of Life.